# Charles-Juste Bugnion
Charles-Juste Bugnion, né à Lausanne le 10 février 1811 et mort dans la même ville le 17 janvier 1897, est un banquier et personnalité politique vaudoise, ainsi qu'entomologiste. Il est le père de dix enfants, dont Édouard Frédéric Bugnion.

## Biographie
Charles-Juste Bugnion, suit des études de droit avant de devenir banquier. Il figure, en 1840, parmi l'un des fondateurs de l'organe libéral Le Courrier suisse tout en étant administrateur de la Gazette de Lausanne. Il achète un terrain en 1841 où il fait construire la maison de l'Hermitage. 
Capitaine durant la guerre du Sonderbund, député au Grand Conseil (1845-1848), à la Constituante (1861). Membre du conseil général de la Banque cantonale vaudoise (1847-1854). Membre de la Société helvétique des sciences naturelles, Charles Juste Bugnion est aussi l'un des fondateurs de la Société entomologique de France. 
Léguée à la BCU en 1999, la bibliothèque entomologique de Charles Juste Bugnion est une collection comprenant 27 ouvrages formant 74 volumes relatifs aux insectes (notamment aux papillons) et aux oiseaux. La plupart de ces ouvrages, publiés au XVIIIe siècle et au début du XIXe siècle, sont pourvus de planches d’une fraîcheur exceptionnelle avec, pour certaines d’entre elles, des rehauts à la feuille d’or.

## Entomologie
Charles-Juste Bugnion a décrit notamment les espèces suivantes :
- Clytie (Clytie) syriaca Bugnion, 1837
- Theretra boisduvalii (Bugnion, 1839) (sous le basionyme de Sphinx boisduvalii Bugnion, 1839)

## Sources
- « Charles-Juste Bugnion », sur la base de données des personnalités vaudoises sur la plateforme « Patrinum » de la Bibliothèque cantonale et universitaire de Lausanne.
- Fabienne Abetel-Béguelin, « Charles-Juste Bugnion » dans le Dictionnaire historique de la Suisse en ligne.
- François Vallotton, L'Hermitage : une famille lausannoise et sa demeure préf. Michel Bugnion, Lausanne : La Bibliothèque des Arts, 2004
- G. Arlettaz, Libéralisme et soc. dans le Canton de Vaud 1814-1845, 1980
- Robert Pictet, La Grande Borde : destin exemplaire d'une campagne lausannoise